# The Elephants
The Elephants - український інді-рок-гурт з міста Суми, який підкорив публіку на кількох фестивалях - від Джаз Коктебеля до Гогольфесту. The Elephants - перший продюсерський проект Євгена Філатова (The Maneken).

## Історія гурту
Нове ім'я на українській інді-сцені. Дует The Elephants утворився в 2014 році в місті Суми і відразу ж потрапив на радар багатьох оглядачів і продюсерів, що трапляється вкрай рідко. Два молодих хлопця - Діма і Влад - складають дивовижної краси інді-фолк - меланхолійний, романтичний і неспішний. The Elephants - артисти зовсім нового покоління. Ніщо не видає в них приналежність до локальної сцени. Рівно так само звучать подібні групи зі Швеції, Нової Зеландії, Канади.
Автор пісень і вокаліст Діма Циганенко визнає, що любить англійську за мелодійність. Його кумири - американський фолк-колектив Bon Iver і замріяні Foster the People. У тому ж ряду - легкої, повітряної і споглядальної музики - знаходяться сьогодні і самі The Elephants.
У 2015 році дует познайомився з провідним українським саунд продюсером Євгеном Філатовим (The Maneken), який побачив потенціал в музиці хлопців і став їх творчим наставником. Євген зробив кілька аранжувань для The Elephants - дивно тонких і акуратних. Він свідомо відтіняв вагу свого імені і досвіду від музики дуету, привабливою своєю крихкістю і чистотою.
У першій половині 2016 року Філатов випустив два сингли The Elephants - "Friends" і "Blue Eyes" на своєму новому лейблі Vidlik, де виходить музика проекту ONUKA. "Friends" - пісня-посвята друзям відразу ж стала локальним хітом. Композиція увійшла в топ-10 кращих альтернативних синглів в чарті iTunes.
Уже влітку 2016 року хлопці потрапили в лайн-ап декількох великих фестивалів - Hedonism, Zaxid Fest, Koktebel Jazz Festival. 
Перший лонгплей побачив світ восени 2016 року.
У 2019 році гурт випустив другий альбом під назвою "THE SHADES".

## Дискографія

### Студійні альбоми
- Colors (2016)
- The Shades (2019)

### Міні-альбоми
- Before The Shades (2017)